# Mike Amodeo
Michael Anthony „Mike“ Amodeo (* 22. Juni 1952 in Toronto, Ontario) ist ein ehemaliger italo-kanadischer Eishockeyspieler, der im Verlauf seiner aktiven Karriere zwischen 1969 und 1983 unter anderem 327 Spiele für die Ottawa Nationals, Toronto Toros und Winnipeg Jets in der World Hockey Association (WHA) sowie 19 weitere für Winnipeg in der National Hockey League (NHL) auf der Position des Verteidigers bestritten hat. Amodeo, der mit der italienischen Nationalmannschaft an den Weltmeisterschaften 1982 und 1983 teilnahm, feierte seinen größten Karriereerfolg in Diensten der Winnipeg Jets mit dem Gewinn der Avco World Trophy der WHA im Jahr 1978.

## Karriere
Amodeo, der zunächst für die Toronto Marlboros in der Ontario Hockey Association aktiv war, wurde im November 1970 im Austausch für Paulin Bordeleau zu den Niagara Falls Flyers transferiert. Für diese absolvierte der Italo-Kanadier jedoch lediglich drei Partien; die Saison 1970/71 beendete der Defensivakteur schließlich bei deren Ligakonkurrenten Oshawa Generals. Nach einer weiteren Spielzeit im Dress der Oshawa Generals wurde der Linksschütze beim NHL Amateur Draft 1972 in der siebten Runde an insgesamt 102. Position von den California Golden Seals ausgewählt. Ein Vertragsangebot der Kalifornier lehnte der Verteidiger ab, sodass er stattdessen zu den Ottawa Nationals in die Konkurrenzliga World Hockey Association wechselte. Diese hatten ihn zuvor beim WHA General Player Draft selektiert. Nach der Umsiedlung der Franchise in seine Geburtsstadt Toronto agierte der Defensivakteur noch drei weitere Saisonen im Trikot des inzwischen als Toronto Toros firmierenden Teams. Amodeo, der zeitweise mit Carl Brewer ein Verteidigerpaar bildete, galt als einer der besseren Defensivverteidiger der Liga.
1976 verklagte Amodeo die Toronto Toros, nachdem diese seinen noch laufenden Kontrakt ausbezahlt hatten. Daraufhin beendete er die Saison 1975/76 im Dress der Rochester Americans in der American Hockey League, ehe der Italo-Kanadier zur folgenden Saison für zwei Jahre zum schwedischen Erstligisten Örebro IK wechselte. Anschließend folgte die Rückkehr in die World Hockey Association, wo er in der Folgezeit für die Winnipeg Jets auflief. 1978 gewann der Linksschütze mit der Mannschaft die Avco World Trophy. In der darauffolgenden Saison absolvierte Amodeo zwar 64 WHA-Partien in der regulären Saison, doch da er keinen Einsatz in der Endrunde hatte zählte er 1979 nicht zur siegreichen Jets-Mannschaft. Es folgte ein weiteres Engagement in Schweden, ehe Amodeo seine Karriere von 1981 bis 1983 in seiner italienischen Heimat beim HC Meran ausklingen ließ.

### International
Für Italien nahm Amodeo an den Weltmeisterschaften 1982 und 1983 teil. Insgesamt bestritt der Verteidiger 17 WM-Spiele für das Heimatland seiner Eltern und erzielte ein Tor und eine Torvorlage.

## Erfolge und Auszeichnungen
- 1978 Avco-World-Trophy-Gewinn mit den Winnipeg Jets

## Karrierestatistik

### International
Vertrat Italien bei:
- Weltmeisterschaft 1982
- Weltmeisterschaft 1983

(Legende zur Spielerstatistik: Sp oder GP = absolvierte Spiele; T oder G = erzielte Tore; V oder A = erzielte Assists; Pkt oder Pts = erzielte Scorerpunkte; SM oder PIM = erhaltene Strafminuten; +/− = Plus/Minus-Bilanz; PP = erzielte Überzahltore; SH = erzielte Unterzahltore; GW = erzielte Siegtore; 1 Play-downs/Relegation; Kursiv: Statistik nicht vollständig)